# Чернадија (Горж)
Чернадија (рум. Cernădia) насеље је у Румунији у округу Горж у општини Баја де Фијер. Oпштина се налази на надморској висини од 543 m.

## Становништво
Према подацима из 2002. године у насељу је живело 855 становника, од којих су сви румунске националности.